# St. Gallus (Böhringen)

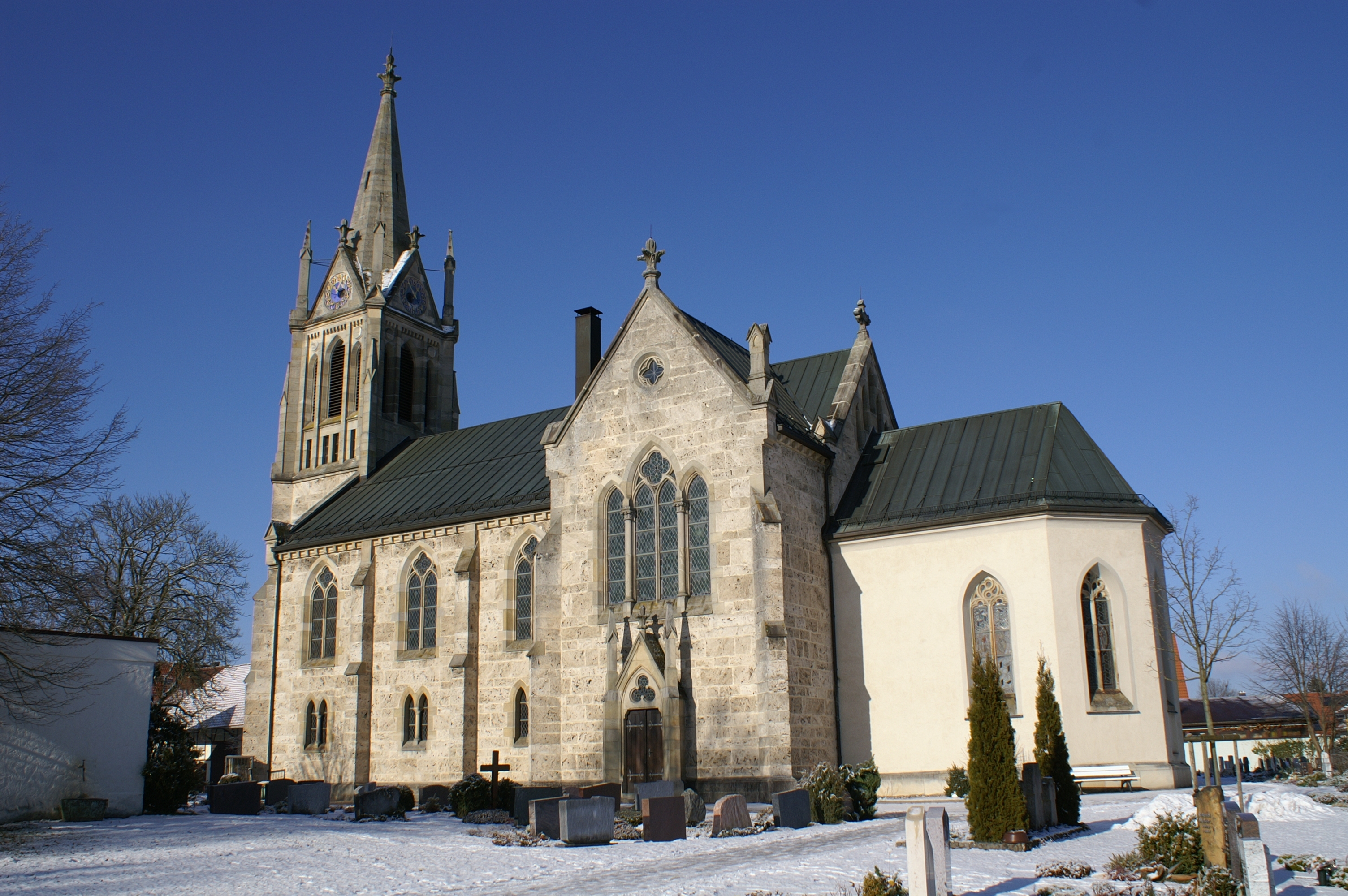
Pfarrkirche St. Gallus

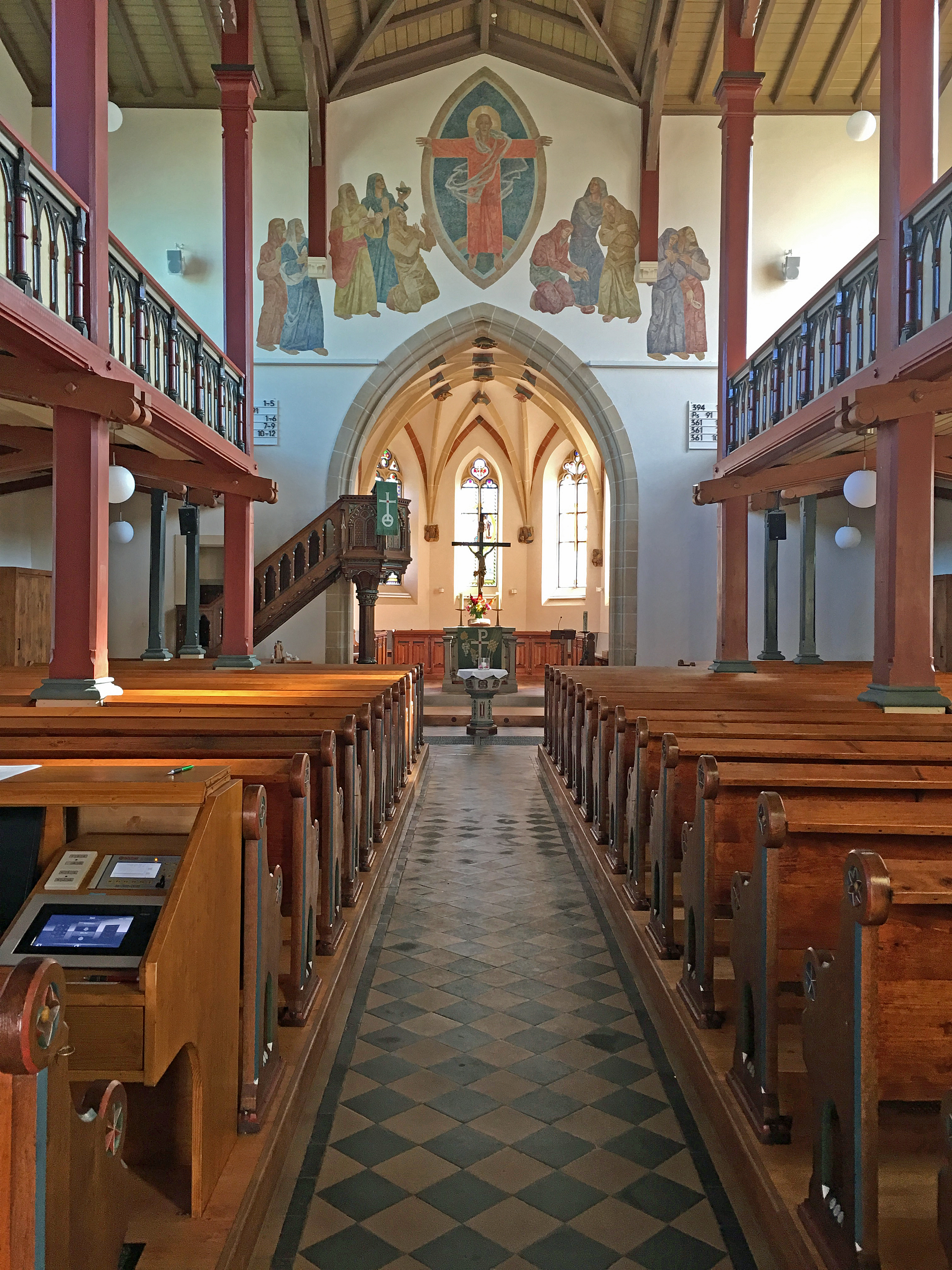
Blick zum Chor

Die evangelische Pfarrkirche St. Gallus steht in Böhringen, einem Ortsteil der Gemeinde Römerstein im Landkreis Reutlingen in Baden-Württemberg. Die Kirchengemeinde gehört zum Kirchenbezirk Bad Urach-Münsingen der Evangelischen Landeskirche in Württemberg. Die Kirche ist als Denkmal beim Landesamt für Denkmalpflege Baden-Württemberg eingetragen. 

## Beschreibung
Die neugotische, mit Strebepfeilern gestützte Hallenkirche aus Quadermauerwerk wurde 1884–86 nach einem Entwurf von Christian Friedrich von Leins anstelle eines romanischen Vorgängerbaus errichtet. Sie besteht aus einem Kirchturm im Westen des Langhauses, das ein Mittelschiff und zwei Seitenschiffe hat, einem Querschiff und einem eingezogenen, dreiseitig geschlossenen, verputzten Chor im Osten, der vom Vorgängerbau stammt.